# Robert P. Casey
Pour les articles homonymes, voir Casey.
Cet article possède un paronyme, voir Bob Casey.
Robert Patrick Casey, également appelé Bob Casey Sr., est un homme politique américain démocrate, né le 9 janvier 1932 à Jackson Heights (arrondissement du Queens, à New York) et mort le 30 mai 2000  à Scranton (Pennsylvanie), d'une amylose.

## Biographie
Robert P. Casey est gouverneur de l'État de Pennsylvanie entre 1987 et 1995. Il a été auparavant sénateur du même état entre 1963 et 1968. Il est opposé à l'avortement.
Il est le père de huit enfants, dont Bob Casey, Jr. (né en 1960), sénateur de Pennsylvanie.